# لوکاس اسکویول
لوکاس اسکویول (انگلیسی: Lucas Esquivel؛ زادهٔ ۱۴ اکتبر ۲۰۰۱) بازیکن فوتبال اهل آرژانتین است.